# NZL-92
NZL-92 (ou New Zealand NZL-92) est un monocoque de la Emirates Team New Zealand était le challenger représentant le Royal New Zealand Yacht Squadron lors de la  32e édition de la Coupe de l'America 2007 (2007 America's Cup)  se déroulant à Valence en Espagne contre le defender suisse Alinghi (SUI-100).

## Contexte
En 2004, le directeur de la Emirates Team New Zealand Grant Dalton remanie le programme néo-zélandais. Après la défaite à la Coupe de l'America 2003 à cause de la mauvaise conception du NZL-82 face au Alinghi (SUI-64), deux nouveaux yachts NZL-84 et NZL-92 ont été conçus et construits rapidement. Ces deux nouveaux yachts furent parmi les premiers de leur génération à être construits avec une proue en forme de V plus hydrodynamique.

## Construction
New Zealand (NZL-92)  et son  sister-ship NZL-84 sont des monocoques de Class America qui ont été conçus par l'équipe Marcelino Botin, Clay Oliver and Nick Holroyd et construits par Cookson Boatbuilders à Auckland en 2006, en fibre de carbone/Nomex.

## Carrière

Guidon de RNZYS

NZL-92 a participé de la Coupe Louis-Vuitton 2007 à Valence, en Espagne. Il s'est qualifié par 5 manches à 0 face au challenger italien Luna Rossa (ITA-85).

NZL-92 s'est incliné face au defender italien Alinghi (SUI-100) par 2 manches à 5, lors de la Coupe de l'America 2007, (32e édition), qui s'est déroulée à Valence, en Espagne, du 25 avril à juillet.
Au Trophée Louis-Vuitton en 2010, une série de quatre compétitions entre bateaux de Class America préparatoire à la prochaine Coupe de l'America, NZL-92 bat Luna Rossa (ITA-94) en finale.